# Densitet
Densitet, volymmassa är (enligt ISO 31) ett mått av ett ämnes täthet, således massa per volymenhet. Ju högre densitet ett ämne har desto större är mängden massa per volymenhet; densiteten påverkar således direkt ämnets vikt. Ibland används specifik vikt som en synonym till densitet, men i vetenskapliga sammanhang kan begreppen vara väsentligt olika. Det omvända begreppet (volym per massa) kallas specifik volym, eller volymitet.
I det internationella enhetssystemet SI (Système internationale d'unités) definieras densiteten ρ (uttalas 'rå') som:
{\displaystyle \rho ={\frac {m}{V}}}     Där m = massa och V = volym
Förr sammankopplades massa och volym genom att definiera 1 gram som den massa 1 cm3 vatten har vid temperaturen +4 °C. Detta betydde att vattnets densitet vid denna temperatur var exakt 1 kg/dm3. Med de nya definitionerna av kilogram och meter är vattnets densitet vid +4 °C 0,99995 kg/dm3. 1 m3 vatten väger därför ungefär 1 000 kg.
Den högsta densitet som förekommer naturligt på jorden är densiteten för osmium. Denna densiteten är 22 610 kg/m³.

## Porösa och pulverformiga material
För porösa eller pulverformiga och liknande material, exempelvis sand, skiljer man på kompaktdensitet och skrymdensitet. Man måste också hålla rätt på vad som finns mellan kornen i pulverformiga material. Exempelvis 1 m³ fuktig sand med mer eller mindre vatten mellan kornen väger väsentligt mer (och obestämt hur mycket mer, alltefter fukthalten) jämfört med 1 m³ torr sand av samma slag med enbart luft mellan kornen.
Vissa fuktiga material, såsom ved, kan krympa vid torkning då man ska bestämma densiteten för torrsubstansen. För ved brukar man ange densiteten som massan av torrsubstansen dividerad med den våta eller fuktiga volymen (innan torkning ägt rum). För ved brukar detta mått kallas torr-rådensiteten (torrt material i den råa eller fuktiga volymen), som bestämmes enligt ett standardförfarande.

## Relativ densitet, specifik densitet
Relativ eller specifik densitet är en dimensionslös kvantitet definierad som kvoten mellan två ämnens densiteter, och används när man är intresserad av storleksförhållandet mellan densiteter snarare än absoluta värden. I samband med gaser används ofta luftens densitet som referens, i samband med vätskor används ofta vattnets.
Ozon har ungefär 1,7 gånger högre densitet än luft. Då har ozon den specifika densiteten 1,7 i förhållande till luft.

## Densitetstabell
Ungefärlig densitet av några olika ämnen vid en temperatur av 20 °C och vid ett tryck av 1 atmosfär (101 325 Pa). 
| Substans    | Densitet (kg/m3) |
| ----------- | ---------------- |
| Osmium      | 22 570           |
| Iridium     | 22 420           |
| Platina     | 21 500           |
| Plutonium   | 20 000           |
| Guld        | 19 300           |
| Volfram     | 19 250           |
| Uran        | 19 100           |
| Kvicksilver | 13 800           |
| Bly         | 11 300           |
| Silver      | 10 500           |
| Koppar      | 8 960            |
| Järn        | 7 870            |
| Tenn        | 7 310            |
| Titan       | 4 500            |
| Aluminium   | 2 700            |
| Magnesium   | 1 740            |
| Vatten      | 998              |
| Natrium     | 970              |
| Is (0 °C)   | 917              |
| Kalium      | 860              |
| Ozon        | 2,22             |
| Propan      | 2,02             |
| Koldioxid   | 1,98             |
| Luft        | 1,2041           |
| Metan       | 0,668            |
| Väte        | 0,089            |